# Liste des villes fantômes du Nevada
Cet article recense une partie des villes fantômes du Nevada, aux États-Unis.

## Liste alphabétique
- Aurora
- Belleville
- Belmont
- Beowawe
- Berlin
- Blair
- Broken Hills
- Bullfrog
- Bullionville
- Cactus Springs
- Candelaria
- Coaldale
- Cobre
- Columbus
- Cortez
- Crystal Springs
- Currant
- Daveytown
- Deeth
- Delamar
- Delano
- Dixie Valley
- Fairview
- Fish Lake Valley
- Fort Churchill
- Gold Acres
- Gold Center
- Gold Point
- Goldfield
- Grantsville
- Hamilton
- Henry
- Hiko
- Ione
- Johnnie
- Jungo
- Logan
- Marietta
- Miller's
- Mountain City
- Nevada City
- Osceola
- Potosi
- Quartz Mountain
- Ragtown
- Rawhide
- Rhyolite
- Rio Tinto
- Rochester
- Ruby Hill
- Ruth
- Seven Troughs
- St. Thomas
- Star City
- Sulphur
- Tenabo
- Treasure City
- Tybo
- Unionville
- Vernon
- Vya
- White Cloud City
- Wonder

## Dans la culture populaire
Le court métrage américain Shérif malgré lui (The Gold Ghost) réalisé par Charles Lamont en 1934 avec Buster Keaton se déroule dans une ville fantôme du Nevada.